# Arts marcials de la Xina

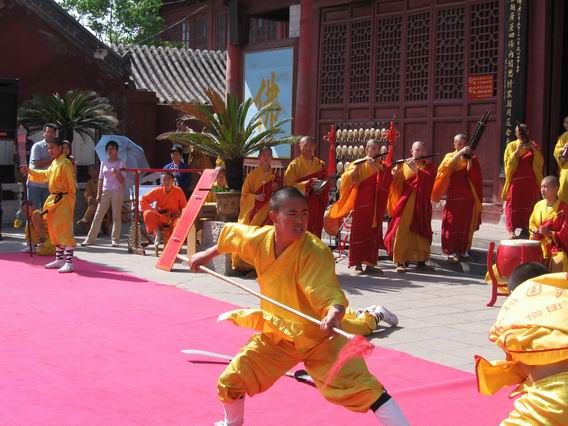
Demostració de kungfu al monestir de Daxiangguo

Les arts marcials de la Xina constitueixen una nombrosa varietat de sistemes d'arts marcials originàries d'aquest país. Aquests sistemes o estils també poden ser anomenats Kung-fu (功夫), Wushu (武术), Kuo-shu (国 术) o Xuan-fa (拳法). La denominació amb un o altre dels termes pot implicar diferències quant a criteris sobre la seva pràctica.
Les arts marcials són normalment usades com a formes de defensa personal. Les arts marcials també són beneficioses per a la salut mental. Relaxen i ensenyen concentració i domini. Els monjos tibetans diuen que hi ha dos tipus d'exercici:
- Extern enfocat en l'enfortiment i desenvolupament del cos.
- Intern enfocat en el desenvolupament de la força interior. Aquest tipus d'exercici és calmat i ajuda a tenir calma i salut interior.

Gairebé totes les arts marcials són d'acord amb els monjos una forma d'exercici intern.

## Història
Dir amb l'exactitud quan es van originar les arts marcials d'origen xinès és impossible, ja que tota empresa humana comporta un procés evolutiu que pot prendre centenars d'anys. La següent descripció indica de manera general la informació coneguda fins al moment que descriu l'aparició i desenvolupament de les tècniques de lluita a la Xina:
Des de fa molts segles, Fu Xi és considerat a la Xina com l'ancestre de la humanitat. Durant aquest període, corresponent al període Paleolític, la gent barallava amb maces de fusta per elegir els seus líders. En el Mesolític, apareixen les fletxes i arcs i també escuts i alabardes.
L'any 773 aC, el novè any de regnat del rei You (de la dinastia Zhou de l'Oest) ja existien formes per a la lluita amb la mà buida.